# Кондензационни следи
Инверсионни следи или още кондензационни следи се наричат линейните, приличащи на облаци, следи, излизащи от соплата на летателните апарати.
Явлението се наблюдава най-често в горните слоеве на тропосферата, значително по-рядко – в тропопаузата и стратосферата. В отделни случаи може да се наблюдава и на неголеми височини.

## Образуване
Тези следи се образуват при същите условия като студените мъгли. При по-ниски температури е нужно много по-малко количество влага, за да се насити въздухът до 100% относителна влажност. Ето защо такива следи се образуват при полет на даден летателен апарат само при големи височини, при които температурата на въздуха е от порядъка на -40°С до -60°С . При толкова ниски температури, дори и малкото количество влага идващо от изгорелите газове и от въздуха е достатъчно за насищане на въздуха. Както за мъглата, така и за този вид следи са нужни така наречените кондезационни ядра, за образуването на водни капки. Кондензационните ядра в този случай са частици от изгорелите газове, оставени зад ауспусите на двигателите. Но заради ниската температура на въздуха, водните капки и парата веднага се превръщат в малки ледени кристали, които се виждат с просто око.
Друг механизъм за образуване на кондензационни следи е кондензиране на влагата от въздуха вследствие от пониженото налягане над крилата и във фуниеобразните спираловидни завихряния след летателния апарат. Кондензиралата влага прави тези завихряния видими за окото. Този ефект е типичен за по-влажна среда.
За разлика от следите образувани на база на изгорелите газове след двигателите, следите заради промяна на налягането се образуват на по-ниски височини, където влажността на въздуха е по-голяма. Предимно когато самолета излита или каца.